# Прекрасный фонтан (Нюрнберг)
«Прекрасный фонтан» или «Красивый фонтан» (нем. Schöner Brunnen) — самый известный фонтан в Нюрнберге, расположенный на старой рыночной площади города рядом с городской ратушей и считающийся одной из главных достопримечательностей исторической мили города.
Фонтан был построен Генрихом Бехаймом в 1385—1396 годах.

## Исторические изображения фонтана

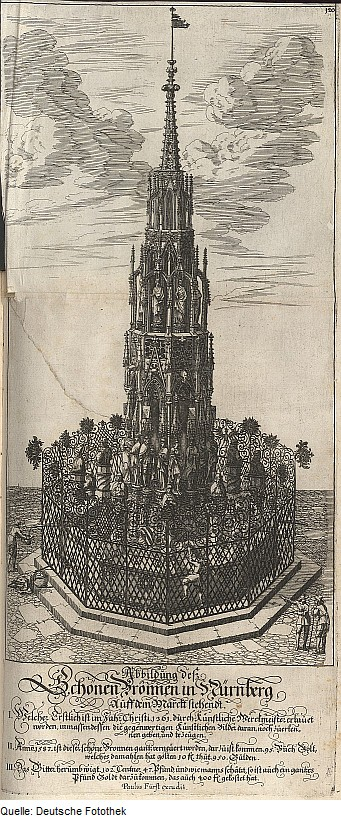
Гравюра на меди с изображением фонтана из книги  «Architectura Curiosa Nova», 1664
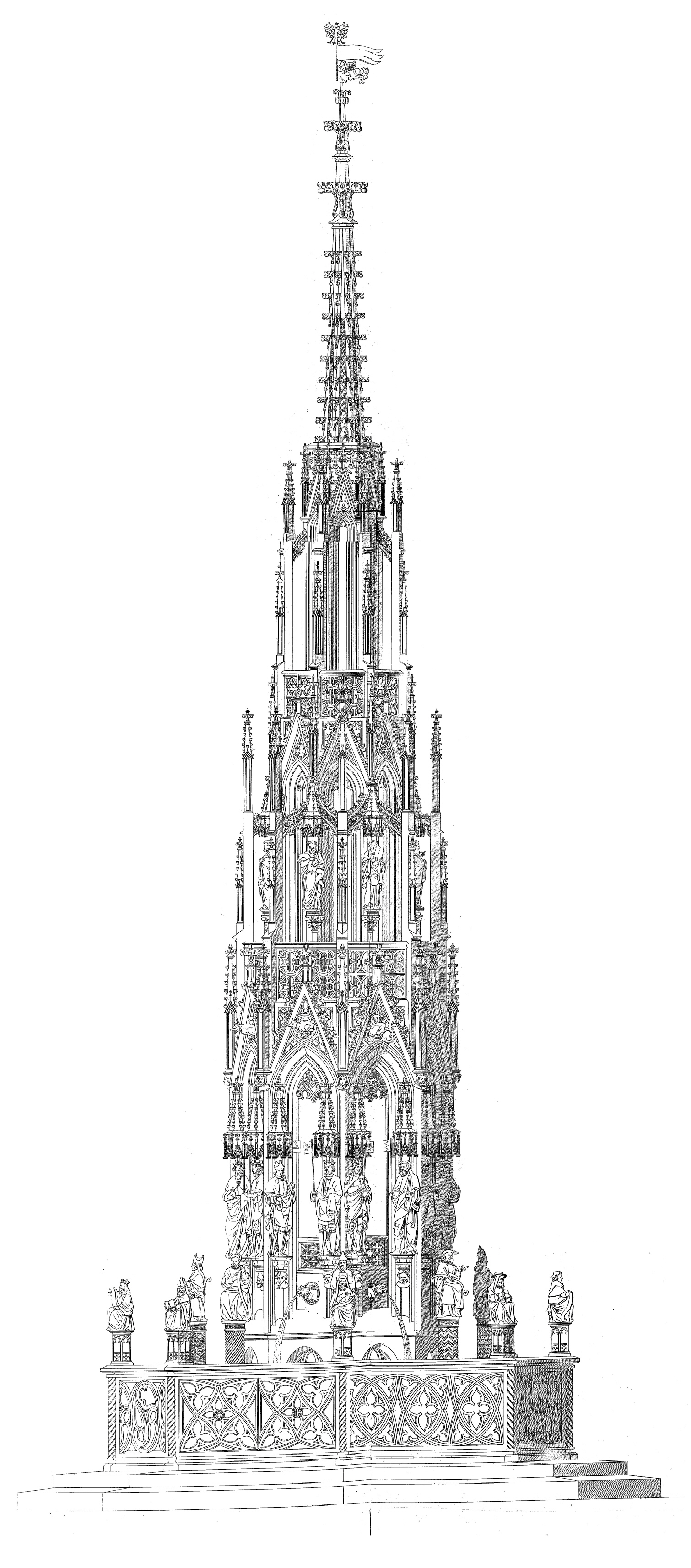
Гравюра с рисунка архитектора Карла Александра Хайделоффа из его книги «Nürnbergs Baudenkmale der Vorzeit» (...), 1854
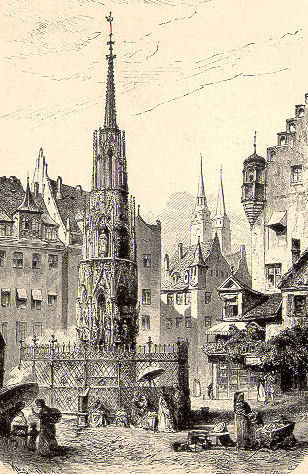
Гравюра на дереве в «Универсальном лексиконе настоящего и прошлого» Пирера, издание 1891 года
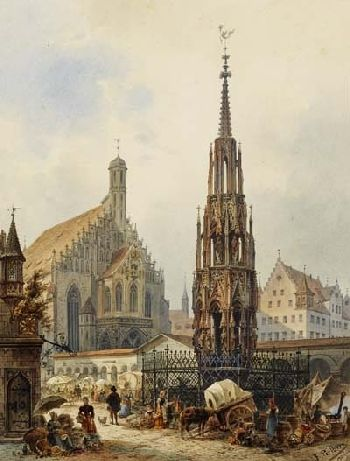
Акварель Фридриха Перльберга (1848-1921), до 1921 года
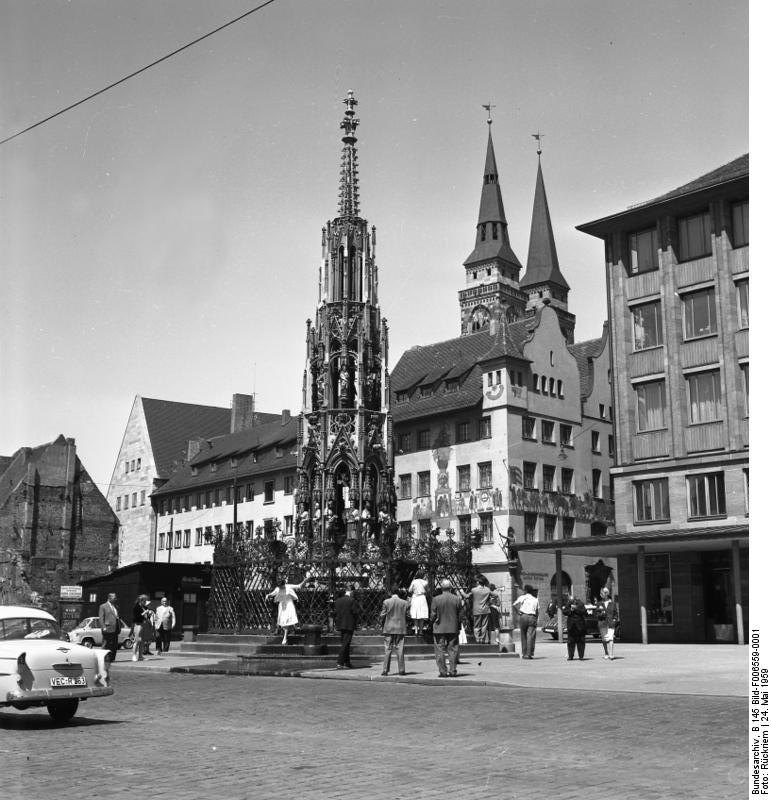
Фото, 1959 год